# Fußballclub Rumeln 2001 Duisburg
Il Fußballclub Rumeln 2001 Duisburg, solitamente abbreviato in FCR 2001 Duisburg, fu una società calcistica tedesca di calcio femminile professionistico con sede a Duisburg.

## Storia
Fondata nel 2001 ereditando le tradizioni dalla precedente FCR Duisburg 55, rimase costantemente in Frauen-Bundesliga, massimo livello del campionato tedesco femminile di calcio, fino alla sua chiusura per bancarotta avvenuta al termine della stagione 2013-2014.
La squadra venne quindi assorbita dall'MSV Duisburg dando origine alla sua sezione femminile.
Il FCR 2001 Duisburg ha vinto la UEFA Women's Cup nella stagione 2008-2009 sconfiggendo nella doppia finale la squadra russa dello Zvezda Perm'. Inoltre, ha vinto per due volte consecutive la DFB-Pokal der Frauen (nel 2009 e nel 2010) ed è arrivato secondo in altre due edizioni (2003 e 2007). In campionato ha concluso al secondo posto per cinque volte, di cui quattro consecutive dal 2005 al 2008.

## Palmarès

### Competizioni nazionali
- Coppa di Germania: 2

2008-2009, 2009-2010

### Competizioni internazionali
- UEFA Women's Cup: 1

2008-2009

### Altri piazzamenti
- Campionato tedesco:

Secondo posto: 2009-2010
- UEFA Women's Champions League:

Semifinalista: 2009-2010